# Франческа Бертини
Франче́ска Берти́ни (итал. Francesca Bertini; урождённая Эле́на Серачи́ни Витье́лло, итал. Elena Seracini Vitiello; 11 апреля 1888 или 1892, Флоренция, Италия — 13 октября 1985, Рим, Италия) — итальянская актриса театра и кино, звезда («дива») немого кино, также первая итальянская женщина-режиссёр, продюсер и сценарист. Признаётся первой в истории кинозведой, определившей феномен системы звёзд как итальянского кино, так и прочих национальных кинематографий. Одна из наиболее влиятельных персон итальянского кинематографа 1910-х годов.

## Биография

### Ранние годы
Уроженка Флоренции, Элена Серачини Витьелло, с семи лет использовавшая имя Франческа с различными вариантами фамилий до обретения той, под которой вошла в историю, начинала выступать в театрах Неаполя, где провела юношеские годы. В 1904 году, переехав с матерью и отчимом, театральными деятелями, в Рим, дебютировала в пьесе Сальваторе Ди Джакомо «Ассунта Спина», в которой позже, обратив на себя внимание самого драматурга, начнёт играть заглавную роль и, уже в середине следующего десятилетия, прославится в её экранизации. В 1907 или 1908 году, убеждённая Ди Джакомо, Франческа впервые попробовала себя в кино, сыграв в не сохранившейся короткометражке «Богиня моря». Этот опыт оставался единственным на протяжении трёх лет; Бертини продолжала играть в театре, в частности, в труппе Альфредо Кампиони, чередуя амплуа девушки из народа, отточенного ею в бытность актрисой неаполитанского «Народного театра», с утончёнными ролями из классических произведений. В 1910-м Франческа возвращается в кино и в один календарный год снимается в семи фильмах, стремительно выходя на видные позиции в национальном кино: от эпизода в образе юной рабыни в «Саломее» Уго Фалены до главной роли в «Лукреции Борджиа» Марио Казерини пролегли считанные месяцы. Завершая первый год активной кинокарьеры ролью Корделии в «Короле Лире», экранизации Джероламо Ло Савио, Бертини отдаляется от театра. В 1911 году она развивает успех: на счету актрисы успешные роли Франчески да Римини в одноимённом фильме Уго Фалены, режиссёра, с которым ей приходилось работать в этот период чаще, чем с иными, и Изольды в экранной версии знаменитого рыцарского романа, поставленной так же Фаленой. В 1912 году Франческа Бертини заключила первый длительный профессиональный контракт: она стала актрисой кинофирмы «Celio», возглавляемой режиссёром Бальдассаре Негрони.

### Дива «Celio»
1912-й в карьере Бертини отмечен двадцатью фильмами с ней в главной или одной из главных ролей. Оказавшаяся едва ли не первой итальянской киноактрисой, подошедшей к молодому искусству со всей серьёзностью, сумевшая всеобъемлюще выразить в новых условиях универсальный сценический талант, Франческа становится первой дивой фирмы Негрони. Изысканной флорентийке, по воспитанию темпераментной неаполитанке, ей посвящаются первые восторженные отзывы, подписанные критиками, режиссёрами и рядовыми зрителями. В складывающейся в том числе и под влиянием успеха Бертини системе див в итальянском кино ей самой оказывается отведённым исключительное место: в отличие от Лиды Борелли, Пины Моникелли или Эсперии Сантос, ставших известными позднее, Франческа перебирает радикально различные образы в самых разных жанрах и везде оказывается убедительной. Экзальтированная, под стать актуальному моменту игра в одних случаях сменялась опережающим своё время натурализмом — в других. Варьируя исторические сюжеты и современные, драмы — и комедии, размашисто, как и раньше, перемещаясь по ту сторону экрана по всей социальной лестнице, непринуждённо крейсируя между самым дном и высшим обществом, не брезгуя отступать в тень и разрабатывать второплановые образы, Бертини со временем обнаруживает свою нишу в становящейся уже традиционной для итальянского кино салонной мелодраме, но трактует её согласно своим представлениям об этом жанре и о тех перспективах, которые он таит. Но перед тем, как состоится премьера ключевого фильма Франчески, ей доведётся переиграть скопище исторических и литературных героинь, принять участие в нескольких десятках продукций достигающей своего пика киноиндустрии, в числе прочих — сняться у Джованни Пастроне в небольшой роли в колоссальной «Кабирии», и приступить к постижению азов других кинопрофессий, столкнувшись на этом пути с известным непониманием. В год выхода эпохального пеплума Бертини покинула кинофирму Негрони, дальнейшее творческое и профессиональное развитие в рамках которой стало для кинематографистки в какой-то момент невозможным, и перешла на «Caesar Film». Одной из последних значимых работ Франчески для «Celio» стала роль Пьеро в фильме Негрони «История Пьеро».

### Расцвет творчества
Интересы Франчески Бертини и руководителей «Caesar Film» во главе с Джузеппе Бараттоло как будто бы совпали: вторые в своей продукции делали упор на веризм и намеревались направить талант и способности именитой актрисы, воспринимаемой в первую очередь неаполитанкой, женщиной «из народа» на укрепление своих позиций в этом направлении, что встретилось с желанием первой синтезировать накопившиеся наработки в декадентской эстетике, сведя их именно к реалистическому, тому же веристскому знаменателю. Фирма пошла дальше своих конкуренток и предоставила ведущей актрисе полную свободу действий в процессе работы над кинофильмами. Таким образом, Бертини получила возможность, помимо лицедейства, заняться написанием сценариев, продюсированием и режиссурой. Премьера magnum opus Франчески Бертини, картины «Ассунта Спина», квинтэссенции театрального и кинематографического опыта актрисы, впервые в карьере выступившей здесь в качестве режиссёра и сценариста, с триумфом состоялась 28 октября 1915 года в Риме. К съёмкам в качестве исполнителя главной мужской партии и сорежиссёра Бертини привлекла известного актёра Густаво Серену, имевшего в активе несколько самостоятельных, но не слишком удачных постановок и знакомого с Франческой со времён совместных работ над фильмами для «Celio». «Ассунта Спина», ставшая в итоге главным произведением веристского кино и ретроспективно признанная провозвестницей итальянского неореализма, прославила Серену как режиссёра и закрепила за Бертини славу главной дивы итальянского кино, не имеющей себе равных, не говоря о том, что раскрыла другие её способности, помимо актёрских. Но этот же успех стал для Франчески началом конца творческой свободы. Мощный социальный посыл «Ассунты Спины» в сочетании с совершенством реализации замысла вызвал сдержанную реакцию хозяев «Caesar Film»: потенциальные последствия воздействие фильма на умонастроения представителей бедноты и малообеспеченных слоёв населения оказались имеющими большее значение для боссов кинофирмы, чем впечатляющая кассовая и художественная победа. Политика «Caesar Film» резко изменилась и место произведений на социальную тематику заняли всё те же салонные мелодрамы, костюмные фильмы и пеплумы. Связанная контрактом, Бертини была вынуждена оставить работу по развитию и продвижению реалистического кино и сосредоточиться на лишённых и намёков на злободневность бульварных жанрах, от которых в своё время бежала. Впрочем, за ней оставалось право заниматься сценарной и другой неактёрской деятельностью, но в границах не ею обозначенной и ею не очень принимаемой жанрово-стилистической концепции. Но окно возможностей, тем не менее, она использовала, перенаправив свои творческие устремления на синтетические, натуралистические экранизации приемлемых новым форматом «Caesar Film» классических произведений, в том же, 1915 году организовав постановку «Дамы с камелиями», грамотно осуществлённую Сереной, а годом позже с его же помощью перенеся на экран «Федору». В общем потоке однообразной продукции с Бертини на главных ролях эти образцовые работы, однако, терялись. Руководством «Caesar Film» было сделано многое или даже больше для того, чтобы компенсировать вынужденный конформизм, на который оно обрекло Франческу, мощнейшей в истории итальянской киноиндустрии рекламной кампанией, прославляющей и практически обожествляющей актрису, что фактически заложило основы выросшей немногим позже в тысячах километрах от Апеннин, в Голливуде, системы кинозвёзд.

### Закат эпохи «див»
К концу 1910-х годов Бертини свыклась со своим статусом и, больше того, вошла во вкус, не понарошку, в образе, а в действительности обратившись капризной кинодивой, использующей своё положение на «Caesar Film» временами во вред выпускаемым фирмой фильмам. Дотоле практически не присутствовавшее в её жизни соперничество с другими дивами вышло теперь едва ли не на первый план в карьере Франчески. Тем не менее, этот период в биографии Бертини и истории итальянского кино, отныне погружающегося в упадок, вызванный в том числе и гипертрофикацией роли «дивизма» в национальном киноискусстве, оказался крайне плодовитым в смысле экспорта характерных образов и стилистических клише на всевозможные кинематографии по обе стороны Атлантики. Зачастую подавляя всех и вся, сосредотачивая в своих руках кинопроцесс и выстраивая его исключительно для себя и во имя себя, Франческа должна была нести полную ответственность и за неудачи, и за становящиеся всё более редкими творческие победы. К последним можно отнести вариацию «Тоски», снятую с помощью Альфредо Де Антони в 1918 году, где непреходящая харизматичность Бертини органичнее всего сошлась с той особой экспрессией, которую она вырабатывала в постановках, в основном проходных, последних лет, на этот раз отставив в сторону связавшийся было с нею штамп романтической героини, но, как показали последующие роли, вовсе не преодолев его. После «Тоски» Франческа Бертини добилась официальной самостоятельности от Джузеппе Бараттоло, организовав подчинённый лично ей филиал кинофирмы «Caesar Film», получивший названием «Bertini Film». Картины, выпущенные там в последующие годы, не считая первого крупного предприятия для новой компании, амбициозного четырёхсерийного фильма «Семь смертных грехов», отличались низким качеством, но приносили Бертини заработок, как минимум сопоставимый с прибылью ведущих итальянских продюсеров.

### Завершение активной карьеры
В 1921 году, выйдя замуж за швейцарского банкира Поля Картье, негативно относившегося к кинематографу, Франческа свела к минимуму количество фильмов, в работе на которыми была задействована, и согласилась на переезд в Швейцарию. В 1922-м и 1923-м годах выходят по два фильма с её участием, в 1924-м — один. Разведясь с Картье, имея сына на руках, с 1925-го по 1931 годы Бертини предпринимает многочисленные попытки вновь заявить о себе в кино, но не в Италии, а во Франции. Франческа работает в насыщенном графике, но безрезультатно: добиться реанимации карьеры и тем более прежней славы ей не удалось. В 1935 году, после четырёхлетнего перерыва в актёрской деятельности, Бертини впервые снимается в звуковом фильме, в «Одетте» у Жака Уссена. Новый опыт оказался неудачным: к говорящему кино звезда немого адаптироваться не смогла, и озвучена была другой актрисой. На этом активная карьера Франчески Бертини, или, что вернее, активные попытки эту карьеры возродить, закончилась. После войны, на волне всеобщего интереса к итальянскому неореализму и истории его зарождения, восходящей к работам Бертини на «Caesar Film», у Франчески появился шанс вернуться в кино, но теперь уже ей самой это было не очень интересно, и от предложений по заключению новых контрактов она отказалась. Но Бертини продолжала появляться в кино, правда, исключительно символически, по одному разу в десятилетие, до 1970-х годов включительно. Пожив во Франции и Испании, в 1953 году Бертини вернулась на родину и до конца своих дней вела уединённый образ жизни, оказавшись фактически забытой и неизвестной для новых поколений итальянских, не говоря уже о мировых ценителей кино.

### Последние годы
Всплеск интереса в Италии к киноискусству домуссолиниевского периода и, в частности, творчеству Франчески Бертини случился после выхода в 1976 году эпического фильма Бернардо Бертолуччи «Двадцатый век», в котором актриса, с трудом убеждённая режиссёром прервать свою изоляцию, исполнила эпизодическую роль сестры Дезолаты.
Уникальное, обстоятельное телеинтервью актрисы для Джанфранко Мингоцци вошло в хронометраж созданного данным автором документального фильма «Последняя дива: Франческа Бертини», вышедшего в 1982 году.

## Избранная фильмография

### Режиссёр
- 1915 — «Ассунта Спина» (итал. Assunta Spina), совместно с Густаво Сереной
- 1918 — «Тоска» (итал. Tosca), совместно с Альфредо Де Антони

### Продюсер
- 1918 — «Семь смертных грехов» (итал. I sette peccati capitali, реж.: Альфредо Де Антони, Эдоардо Бенчивенга и др.)
- 1920 — «Марион, артистка кабаре» (итал. Marion, artista di caffè-concerto, реж.: Роберто Роберти), совместно с Джузеппе Бараттоло

### Актриса
- 1910 — «Король Лир» (итал. Re Lear, реж.: Джероламо Ло Савио)
- 1912 — «Лукреция Борджиа» / Lucrezia Borgia, реж.: Марио Казерини)
- 1912 — «Трагическая идиллия» (итал. Idillio tragico, реж.: Бальдассаре Негрони)
- 1912 — Ромео и Джульетта (итал. Romeo e Giulietta, реж.: Уго Фалена)
- 1914 — «История Пьеро» (фр. Histoire d'un Pierrot, реж.: Бальдассаре Негрони)
- 1914 — «Кабирия» (итал. Cabiria, реж.: Джованни Пастроне)
- 1915 — «Ассунта Спина» (итал. Assunta Spina, реж.: Густаво Серена, Франческа Бертини)
- 1915 — «Дама с камелиями» (итал. La signora delle camelie, реж.: Густаво Серена)
- 1916 — «Одетта» (итал. Odette, реж.: Джузеппе Де Лигуоро)
- 1916 — «Федора» (итал. Fedora, реж.: Джузеппе Де Лигуоро, Густаво Серена)
- 1916 — «Страстная песнь любви и печали»
- 1917 — «Процесс Клемансо» (итал. Il processo Clémenceau, реж.: Альфредо Де Антони)
- 1918 — «Тоска» (итал. Tosca, реж.: Альфредо Де Антони)
- 1924 — «Последняя мечта» (итал. Ultimo sogno, реж.: Роберто Роберти)
- 1925 — «Юность дьявола» (итал. La giovinezza del diavolo, реж.: Роберто Роберти)
- 1930 — «Женщина на одну ночь» (фр. La femme d'une nuit, реж.: Марсель Л’Эрбье)
- 1957 — «На юге без перемен» (итал. A sud niente di nuovo, реж.: Джорджо Симонелли)
- 1976 — «Двадцатый век» (итал. Novecento, реж.: Бернардо Бертолуччи)

В общей сложности Франческа Бертини снялась в 147 фильмах (из них 142 — относящихся к эпохе немого кино), значительная часть которых считаются утраченными.

## Оценки и мнения
Луи Деллюк, кинорежиссёр, кинокритик, теоретик кино:

Вот киноактриса, заслужившая свою славу. Я не берусь судить, есть ли у неё талант. Но в ней есть всё, что нужно киноактрисе: сдержанность, пластичность, искренность. Кто может проявить эти качества в такой мере? Это благородство её жестов — дар природы и, вероятно, также результат работы над собой. Она любит выставлять напоказ платья, манто, шляпы, что должно было бы нас выводить из терпения, а кажется нам очень поэтичным, очень современным. В этом одна из сторон, восхищающих нас в таких актёрах, как Сара Бернар или де Макс. Любопытно, что эта второстепенная нота или, если хотите, аккомпанемент доведён у Франчески Бертини до того, что подчиняет себе всё остальное и в конечном итоге становится её истинным характером. Ибо для кино Франческа Бертини в драматическом и пластическом плане — характер.

Она же в совершенстве обобщает в кино пластическую красоту. «Федора» типична для этого периода в кинематографии и для расцвета Франчески Бертини. «В пучине жизни», «Подружка Нелли», «Цыганочка», «Одетта», «Дама с камелиями», «Дело Клемансо», «Соглашение», «Тоска», «Фруфру» стоят небольшой библиотеки. И только позднее поймут, что нужно изучать полное собрание произведений Франчески Бертини…
Жорж Садуль, историк кино:

Франческа Бертини, очевидно, требовала, чтобы сценаристы создавали для неё роли, играя которые она представала бы перед зрителями во всех видах, во всевозможной одежде и в различных общественных положениях. Она считала, что и блеск и нищета необходимы для оценки всесторонности её таланта. Но независимо от того, имелось при этом в виду расширение репертуара или нет, она вкладывала своё мастерство в жалкие, глупые вещи. В 1950 году оказалось, что все итальянские элегантные актрисы плохо перенесли испытание временем, а Франческа Бертини по-прежнему очень хороша в чёрной блузе простой работницы. Она находила средства, чтобы стать великой трагической артисткой в мелодраме…